# 梁乐郡
梁乐郡，中国古代的郡。
南朝梁置，治所在梁乐县（今广东省阳山县南）。属南合州。辖境相当今广东省阳山、怀集等县地。隋朝开皇九年（589年）废。